# 루실 바클리

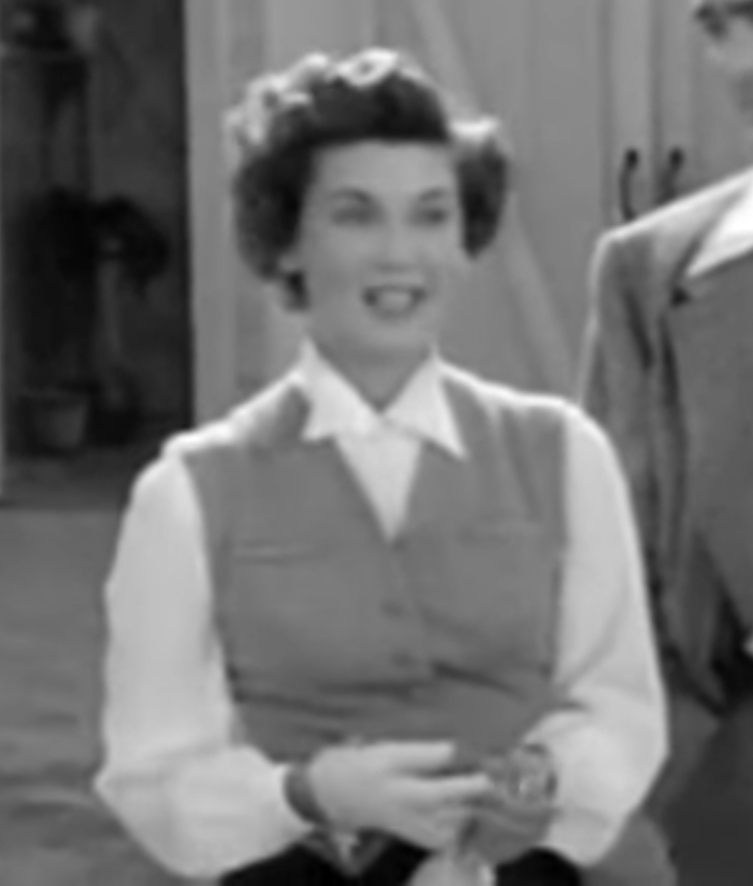

루실 바클리(Lucille Barkley, 1925년 11월 3일 ~ 1979년 3월 19일)는 미국의 배우, 영화배우이다. 펜실베이니아주에서 태어났다.

## 어린 시절
플로리안과 베르나 오신스키의 딸인 바클리는 펜실베니아에서 태어 났지만 뉴욕주 로체스터 (뉴욕주)를 고향으로 생각했다. 그녀는 로체스터 커뮤니티 플레이어스(Rochester Community Players)의 프로덕션에서 초기 연기 경험을 얻었다.
1948년 로체스터를 떠나 아메리칸 아카데미 오브 드라마틱 아츠에서 공부했다.

## 경력
바클리는 해리 코노버(Harry Conover) 에이전시에서 모델로 일했다.
그녀는 파라마운트 픽처스에서 영화 경력을 시작했고 1년 후 유니버설-인터내셔널(Universal-International)과 계약을 맺었다.
1950년대 중반에 그녀는 "Efficiency Experts"라는 제목의 Abbott and Costello Show의 한 에피소드를 포함하여 TV에서 연기를 시작했다.

## 영화
- 트랩트 (1949년)
- 아더 왕궁의 코네티컷 양키 (1949년)
- 빅 클락 (1948년)
- 버라이어티 걸 (1947년)
- 엔젤 페이스 (1953년 영화) (1953년)